# Вугільний смоляний пек
Вугільний смоляний пек (рос. угольный смоляной пек, англ. coal tar pitch) — залишок після дистиляції або теплової обробки смоляного пеку. Твердий при кімнатній температурі, складається із суміші багатьох ароматичних вуглеводнів та гетероциклів, розм'якшується в широкому температурному діапазоні, не має точно визначеної температури плавлення.